# Надеждино (Долгоруковский район)
Наде́ждино — деревня Долгоруковского сельского поселения Долгоруковского района Липецкой области России.

## География
Надеждино находится в центральной части Долгоруковского района, в 4 км к северу от райцентра Долгоруково. Располагается на берегах небольшого пересыхающего ручья.

## История
Основано не позднее последней четверти XIX века. В 1887 году упоминается как «сельцо Надеждино (Свинушка)».
В 1905 году в приходе Успенской церкви села Стегаловка значатся «выселки Надежденские».
Надеждино отмечается в переписи населения СССР 1926 года — 40 дворов, 217 жителей. В 1932 году — 239 жителей.
С 1928 года в составе Долгоруковского района Елецкого округа Центрально-Чернозёмной области. После разделения ЦЧО в 1934 году Долгоруковский район вошёл в состав Воронежской, в 1935 — Курской, а в 1939 году — Орловской области. С 6 января 1954 года в составе Долгоруковского района вновь образованной Липецкой области.

## Население
| 2010 |
| ---- |
| 53   |

## Транспорт
Через Надеждино проходит асфальтированная дорога связывающая Долгоруково с селом Грызлово. Грунтовыми дорогами связано с селом Стегаловка, деревнями Красное и Ильинка.
В 6 км к югу находится железнодорожная станция Долгоруково (линия Елец — Валуйки ЮВЖД).